# Madjilies Moeslimien Suriname
De Madjilies Moeslimien Suriname (MMS) is een Surinaamse koepelorganisatie die verschillende islamitische organisaties vertegenwoordigt. De organisatie vertegenwoordigt traditioneel gezinde moslims.
De MMS vertegenwoordigt de volgende organisaties:
- Stichting der Islamitische gemeenten in Suriname (SIS)
- Federatie der Islamitische Gemeenten in Suriname (FIGS).
- Surinaamse Islamitische Organisatie (SIO)
- Syarikat Islam Assafi’iyah (SIA)
- Surinaamse Moeslim Federatie (SMF)
- Perserekatan Jamaah Islam Suriname (PJIS)